# Фридрих II (Сарверден)
Вижте пояснителната страница за други личности с името Фридрих II.
Фридрих II фон Сарверден (на немски: Friedrich II von Saarwerden; * пр. 1317; † между 23 юни 1363 и 6 януари 1365) е граф на Сарверден.

## Произход
Той е син на граф Йохан I фон Сарверден († септември 1310) и съпругата му Фериата фон Лайнинген († 1314/1315), дъщеря на граф Фридрих IV фон Лайнинген.
Сестра му Йохана фон Сарверден († сл. 1347) е омъжена 1313 г. за граф Филип IV фон Фалкенщайн († сл. 1328) и е майка на Куно II фон Фалкенщайн, архиепископ на Трир (от 1362 до 1388).

## Фамилия
Фридрих II се жени между 23 юни 1363 и 6 януари 1365 г. за Агнес фон Салм-Оберсалм (* пр. 1316; † 1342), дъщеря на граф Йохан I фон Обер-Салм († сл. 1330). Те имат един син:
- Йохан II (III) (* пр. 1340; † сл. 1380/1381), граф на Сарверден, женен за Клара фон Финстинген-Бракенкопф († сл. 1365)